# Fjodor Iwanowitsch Soimonow

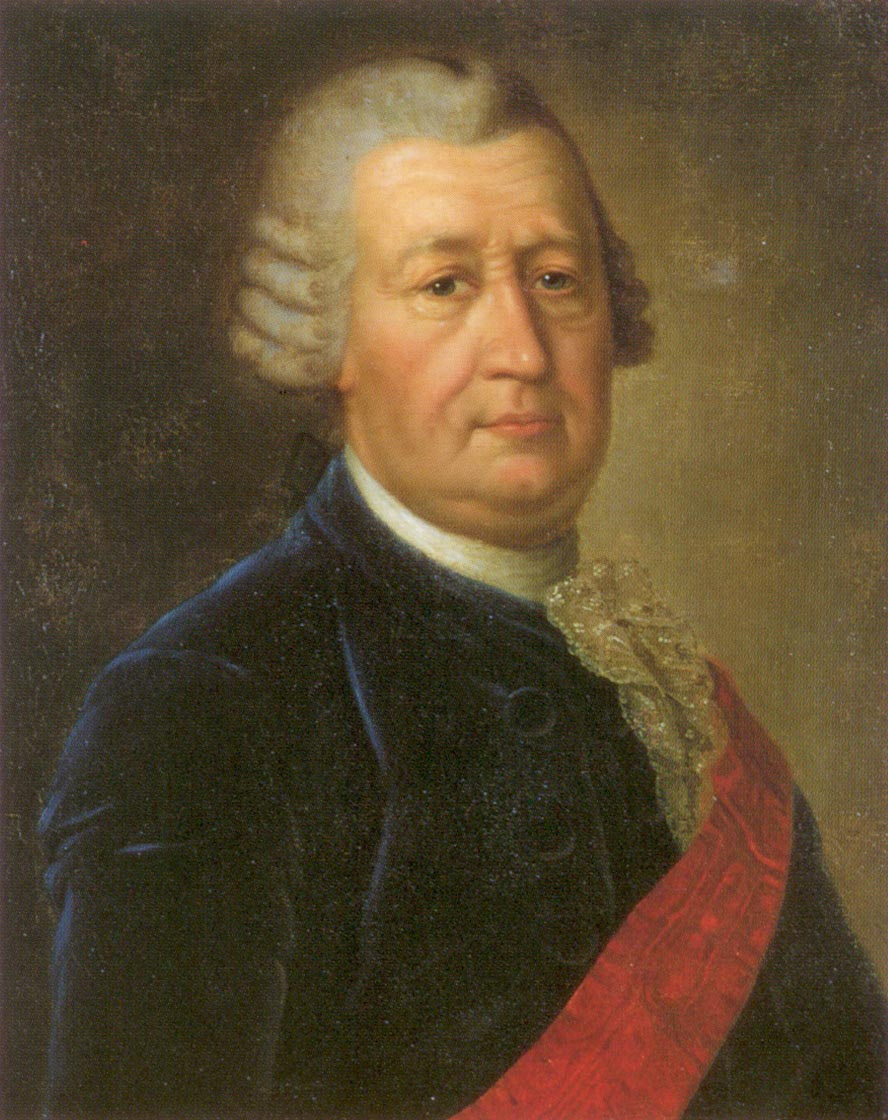
Fjodor Iwanowitsch Soimonow

Fjodor Iwanowitsch Soimonow (russisch Фёдор Иванович Соймонов; * 1692; † 11. Julijul. / 22. Juli 1780greg. in Moskau) war ein russischer Entdecker und Hydrograph.

## Leben
Soimonow, Sohn des Truchsesses Iwan Afanassjewitsch Soimonow aus der alten Adelsfamilie Soimonow, trat 1708 in die Moskauer Schule für Mathematik und Nautik ein. Disziplin wurde mit der schweren Peitsche erzwungen. Soimonow absolvierte die dreijährige Ausbildung als einer der Besten und wurde dann zum weiteren Studium für drei Jahre nach Holland geschickt, wo er auch Niederländisch, Deutsch und Latein lernte. 1715 kehrte Soimonow zurück und wurde Gardemarin. Bald wurde er nach bestandener Prüfung in Gegenwart Peters I. zusammen mit 16 anderen Gardemarins (von 48) Mitschman auf dem 94-Kanonen-Linienschiff Ingermanland auf der Ostsee.
1719 wurde Soimonow als Leutnant zur Expedition unter Führung des Holländers Karl von Werden abgeordnet, der Steuermann in der schwedischen Flotte war und nach Gefangennahme nun der russischen Flotte angehörte. Die Expedition sollte im Auftrage Peters I. einen sicheren Handelsweg von Moskau nach Zentralasien und weiter nach Osten einrichten. Soimonow zog mit nach Osten, und nach einigen Monaten kamen sie ans Kaspische Meer. Die Küste wurde erkundet, die Wassertiefen wurden bestimmt, und die Inseln wurden beschrieben. Zusammen mit Karl von Werden, Wassili Alexejewitsch Urussow und dem Topografen A. I. Koschin beschrieb Soimonow 1720 die West- und Südküste des Kaspischen Meeres.
1722 nahm Soimonow als Kapitan-Leutnant am Persischen Feldzug Peters I. in die persischen Provinzen am Kaspischen Meer teil. Bereits im Sommer 1722 bei einem Aufenthalt in Kasan war er an einem Gespräch über die von den Kosaken entdeckten Reichtümer Kamtschatkas, der Schantarinseln und der Kurilen mit Peter I. beteiligt. 1726 schloss Soimonow mit Leutnant Pierre de Frémery die Erkundung des Kaspischen Meeres mit Beschreibung der Ostküste ab. Seine Karte des Kaspischen Meeres mit Beschreibung des Kaspischen Meeres erschien 1731.
1727 wurde Soimonow aus Astrachan zur Baltischen Flotte versetzt. 1728 oder 1729 heiratete er Darja Iwanowna Otjajewa, Tochter des Truchsesses Iwan Wassiljewitsch Otjajew. Ab 1830 lebten sie in Otjajews Haus auf der St. Petersburger Wassiljewski-Insel und bekamen fünf Kinder. 1730 wurde Soimonow Prokuror im Admiralitätskollegium in St. Petersburg. 1732 wurde er Oberster Kriegskommissar der Flotte. 1734 nahm er unter dem Kommando Admiral Thomas Gordons an der Blockade Danzigs teil. Im gleichen Jahr wurde er im Admiralitätskollegium mit der Kontrolle der laufenden Finanzausgaben beauftragt. Er entdeckte eine Reihe von Verfehlungen und Veruntreuungen des Kollegiumspräsidenten Nikolai Fjodorowitsch Golowin, wodurch er sich ihn zum Feinde machte. Nun erhielt er den Auftrag, die Tätigkeit des Assistenten Baron Schafirow beim Einsatz in Sibirien zu untersuchen. Auch war Soimonow Mitglied der Kommission zur Überprüfung der in Sibirien eingesetzten Richter, des Irkutsker Vizegouverneurs Scholobow und des Brigadiers Sucharew. 1738 wurde er Ober-Prokuror des Senats im Range eines Generalmajors und 1739 Generalkriegskommissar im Range eines Vizeadmirals sowie Vizepräsident des Admiralitätskollegiums als Nachfolger von Peter von Sivers. 1739 veröffentlichte Soimonow einen Atlas der Ostsee und 1735 ein Buch zur Steuermannskunst in Fragen und Antworten.
Durch seine Untersuchungen erwarb sich Soimonow viele Feinde, darunter auch Ernst Johann von Biron. Beim Prozess 1740 gegen Artemi Petrowitsch Wolynski galt Soimonow als dessen Gesinnungsgenosse, so dass er seine Titel und Rechte verlor, die Peitsche erhielt und zur Katorga-Zwangsarbeit nach Ochotsk verschickt wurde. Nach dem Regierungsantritt Elisabeths wurde Soimonow 1742 begnadigt. Vizepräsident des Admiralitätskollegiums wurde schließlich Iwan Grigorjewitsch Tschernyschow.
Der Gouverneur von Sibirien Wassili Alexejewitsch Mjatlew beauftragte 1753 nach Genehmigung des Senats Soimonow, die geheime Nertschinsk-Expedition zu leiten, die die Ackerbaumöglichkeiten und die Schiffbarkeit der Schilka von Nertschinsk bis zum Amur erkunden sollte. Bei der Arbeit half ihm sein ältester Sohn Michail. Für die Expedition stellte Wassili Rtischtschew in Tomsk ein Marine-Kommando zusammen. Dazu gründete Soimonow im Auftrag Mjatlews 1754 zwei Nautik-Schulen in Nertschinsk und Irkutsk, die er dann auch überwachte. Er selbst lehrte an der Schule in Nertschinsk. Dann beteiligte sich auch der Kartograf Wassili Chmetewski an der Nertschinsk-Expedition. Nach Beginn des Siebenjährigen Krieges wurde Mjatlew zur Flotte abberufen, so dass Soimonow dessen Amt erhielt. Seine sechsjährige Verwaltung Sibiriens zeichnete sich durch Humanität und Sorgfalt bei der Erfüllung der sich stellenden Aufgaben aus sowie durch den Kampf gegen die Korruption. Er richtete eine Marineschule in Ochotsk ein. Am Baikalsee legte er beim Possolski-Kloster (Rajon Kabansk) einen Hafen mit Leuchtturm an und veranlasste den Bau vieler neuer Schiffe. Er veröffentlichte Aufsätze über die Entwicklungsmöglichkeiten in Sibirien und die Forstwirtschaft mit Beschreibung eines mit Pferdekraft betriebenen Sägewerks in Tobolsk. 1758 gründete Soimonow in Tobolsk eine Geodäsie-Schule. Zwei Jahre lang drängte er in seinen Berichten an den Senat auf friedliche Beziehungen zu den Tschuktschen. 1762 erhielt er den Alexander-Newski-Orden. 1763 entließ ihn auf seine Bitte Katharina II. aus dem Amt. Sein Nachfolger wurde Denis Iwanowitsch Tschitscherin.
Soimonow ließ sich in Moskau nieder und beobachtete als Senator im Senat-Kontor die Regierungspolitik in Sibirien. Er kritisierte den Plan Michail Wassiljewitsch Lomonossows einer Nordostpassage, der dann den Plan überarbeitete und eine Expedition nach Spitzbergen schickte. Soimonow beauftragte 1764 Johann Sind mit einer geheimen Erkundungsfahrt an die nordwestamerikanische Küste. 1766 schied Soimonow aus dem Dienst mit dem höchstmöglichen Rang eines Wirklichen Geheimen Rats (II. Rangklasse). Wegen seiner Verdienste bezog er weiter sein Gehalt bis zu seinem Tode. Auf seinem Landsitz in Wolossowo bei Serpuchow arbeitete er unermüdlich an der Geschichte Peters I.
Der Bergbauingenieur Wladimir Soimonow war ein Enkel Soimonows.
Soimonow wurde auf dem Friedhof des Wyssozki-Klosters bei Serpuchow begraben.